# 철강로
철강로(Cheolkang-ro)는 대한민국 경상북도 포항시 남구 연일읍 괴정리에서 시작하여, 동문리, 오천리, 장흥동, 대송면 재내리, 호동, 대송면 옥명리, 오천읍 문덕리, 세계리를 거쳐 연결하는 도로이다.
2009년 12월 1일 도로명 주소 사업에 인해 철강로로 지정되었다.

## 노선 구간
- 삼거리 명칭 미상
  - 연일로, 원서길
    - 연일읍사무소
- 삼거리 명칭 미상
  - 철강로25번길
    - 연일3차삼도한솔아파트
- 삼거리 명칭 미상
  - 동문로
- 냉천교
  - 포스코강판분사
- 사거리 명칭 미상
  - 대송로
- 삼거리 명칭 미상
  - 철강산단로
- 삼거리 명칭 미상
  - 호동로
    - 포스코엠텍 포항본사
- 삼거리 명칭 미상
  - 철강로492번길
- 사거리 명칭 미상
  - 문덕서로

- -     - 오천중앙참마을아파트
- 삼거리 명칭 미상
  - 원동로, 문덕로
- 교량 명칭 미상
- 사거리 명칭 미상
  - 해병로
    - 신흥중학교
- 충무교
- 사거리 명칭 미상
  - 도솔로45번길

## 차로수
- 왕복 4~6차로